# Toyotisme
El toyotisme és una forma d'organització científica de treball que va inventar l'enginyer japonès Taiichi Ohno. Va ser aplicat per primer cop per l'empresa Toyota l'any 1962 (d'aquí el nom). L'empresa empra una altra denominació per a referir-s'hi: SPT, de l'anglès Sistema de Producció de Toyota (Toyota Production System). És considerat com un mètode més de treball en cadena, emprat especialment en empreses constructores d'automòbils.